# شونيتشي ناكاجيما
شونيتشي ناكاجيما (باليابانية: 中島 俊一) (16 يونيو 1982 في غونما في اليابان – )؛ هو لاعب كرة قدم ياباني سابق كان يلعب كلاعب وسط.

## وصلات خارجية
- شونيتشي ناكاجيما على موقع رابطة كرة القدم اليابانية للمحترفين (اليابانية)
- شونيتشي ناكاجيما على موقع قاعدة بيانات كرة القدم.إي يو (الإنجليزية)
- شونيتشي ناكاجيما على موقع Soccerway.com (الإنجليزية)
- شونيتشي ناكاجيما على موقع عالم كرة القدم.نت (الإنجليزية)